# Julien Van Lint
Julien Van Lint (Vilvorde, 12 aprile 1946) è un ex ciclista su strada e dirigente sportivo belga.
Vinse l'edizione del 1971 del Le Samyn e la Milano-Vignola 1972.
Professionista dal 1969 al 1976, conta la partecipazione a quattro edizioni del Giro d'Italia, a due della Vuelta a España e a diverse classiche del panorama ciclistico internazionale.

## Palmarès
- 1965 (Allievi)

Grimbergen
- 1969 (Ferretti, una vittoria)

Stadsprijs Geraardsbergen
- 1970 (Germanvox-Wega, una vittoria)

Stadsprijs Geraardsbergen
- 1971 (Molteni, una vittoria)

Le Samyn
- 1972 (Dreher, due vittorie)

Milano-Vignola
Soignies
- 1973 (Brooklyn, una vittoria)

Flèche Hesbignonne-Cras Avernas

### Altri successi
- 1969 (Ferretti, una vittoria)

Wattrelos (criterium)
- 1970 (Germanvox-Wega, tre vittorie)

Herstal (criterium)
Sirault (criterium)
Vrasene (kermesse)
- 1971 (Molteni, una vittoria)

Knokke (kermesse)
- 1973 (Brooklyn, una vittoria)

Memorial Thijssen - Strombeek-Bever (kermesse)
- 1975 (Maes Pils-Watney, due vittorie)

Zaventem (criterium)
Mosselkoers - Houtem-Vilvoorde (kermesse)

## Piazzamenti

### Grandi Giri
- Giro d'Italia

1969: 44º
1970: 71º
1973: 99º
1974: 75º
- Vuelta a España

1970: ritirato (alla ? tappa)
1976: 49º

### Classiche monumento
- Milano-Sanremo

1970: 92º
1973: 67º
- Giro delle Fiandre

1973: 26º
- Parigi-Roubaix

1972: 21º
1973: 12º
1975: 22º
- Giro di Lombardia

1969: 22º